# May Ammoun
Pour les articles homonymes, voir Ammoun.
May Ammoun est une céramiste libanaise née en 1941 à Beyrouth.

## Biographie

### Les débuts
May Ammoun a suivi des études de peinture avec Manetti et Roger Caron à Beyrouth, puis des cours d'art à l'Académie d'art de Pérouse où elle reçoit le second prix dans un concours international de peinture à Gubbio. Elle interrompt ses activités artistiques pour élever ses enfants durant la longue guerre civile du Liban. En 1996, elle se passionne pour la céramique. Elle étudie durant trois ans avec Helena Klug l'émail de grès et suit des classes de calcul moléculaire à Paris.

### L'aventure
Après son retour au Liban, May entreprend ses propres recherches sur les émaux. Ses œuvres sont présentées pour la première fois à l'Université de Balamand en 2010, dans le cadre d'une exposition collective de céramique.
En 2013, des œuvres de May Ammoun rejoignent la collection permanente de céramiques au musée MACAM.
C'est à la galerie SV qu'elle donne à voir, en 2014 et pour la première fois en solo, plus d'une quarantaine de pièces.
En 2018, May Ammoun réédite avec une exposition en solo d'une cinquantaine d'œuvres à la galerie Rochane.

### L'approche
« En effet, résumer toute une expérience dans une seule pièce est une chose impossible, dit May Ammoun, puisqu'il s'agit d'exprimer, à travers mon travail, des moments vécus, des souvenirs, des images et des chuchotements. » De ce mélange pensé et senti surgissent différentes formes rondes, longitudinales, géométriques, mais surtout libres.
On la retrouve donc dans les lignes brusques, abruptes ou encore arrondies. « C'est toujours moi, mais moi d'hier, d'aujourd'hui, et moi qui rêve et qui imagine demain. Je me retrouve dans cet art où le feu brûle, fait peur et fait naître mes sculptures. »
Un travail débridé, libéré de toutes contraintes techniques inhérentes à cet art et qui témoigne des envolées personnelles et de la spontanéité de May Ammoun.

### La parenthèse…
À la suite de l'effondrement économique du Liban en 2019 qui entraîne de longues pénuries d'électricité, et de l'explosion du port de Beyrouth en 2020 qui a endommagé son atelier, May Ammoun a dû interrompre ses activités jusqu'à nouvel ordre.

### Expositions
- 2010 – Exposition collective à l'Université de Balamand
- 2013 – Exposition permanente au MACAM
- 2014 – Exposition solo à la galerie SV (Saifi Village)
- 2017 – Compétition Age of Ceramics au MACAM
- 2018 – Exposition solo à la galerie Rochan
- 2019 – Exposition collective à HORECA